# Montipora turtlensis
Montipora turtlensis är en korallart som beskrevs av Veron och Wallace 1984. Montipora turtlensis ingår i släktet Montipora och familjen Acroporidae. IUCN kategoriserar arten globalt som sårbar. Inga underarter finns listade i Catalogue of Life.